# 穆吉奥
穆吉奥（義大利語：Muggiò），是意大利蒙扎和布里安扎省的一个市镇。总面积5.58平方公里，人口23362人，人口密度4186.7人/平方公里（2009年）。ISTAT代码为015152。